# Долені Боштань
Долені Боштань (словен. Dolenji Boštanj) — поселення в общині Севниця, Споднєпосавський регіон, Словенія. Висота над рівнем моря: 189 м.